# Veštičarstvo
Veštičarstvo (ijek. vještičarstvo) ili v(j)eštičarenje u raznim istorijskim, antropološkim, religijskim i mitološkim kontekstima predstavlja svako korištenje natprirodnih i magijskih sila. Muška osoba koja praktikuje veštičarenje je veštac, dok se za ženu koristi izraz veštica.
Veštičarenje ili vračanje u užem smislu može označavati magijsku aktivnost usmerenu protiv nečijeg života, tela i imovine; razni termini se koriste za razlikovanje „dobrog” i „lošeg” vračanja, pa tako postoji i vračanje čiji je cilj zaštita ili lečenje od posledica „lošeg” vračanja. Koncept vračanja u mnogim kulturama često služi kao objašnjenje za razne nesreće koje su iz nepoznatih razloga zatekle pojedince ili širu zajednicu. U tom smislu se vračanje često povezuje s pojmom lov na veštice.
Verovanje u vračanje i veštice je bilo rašireno u svim svetskim kulturama, ali je zahvaljujući usponu institucionalne religije, a kasnije i nauke, bitno smanjeno u zapadnom svetu i drugdje. Danas ga se najviše može pronaći u subsaharskoj Africi.
Vešticama i vešcima se danas nazivaju sledbenici ogranka neopaganskog pokreta poznatog kao Vika.

## Veštica u slovenskoj mitologiji
Kod svih Slovena, prvobitno je bila preanimistički htonični demon, kao i vampir i ona je, po svojoj prirodi i funkcijama ženski korelat vampira. Veštice su, pretrpele velike promene od onih prvobitnih, pa do savremenih shvatanja i verovanja. One su prvobitno bile demoni samo jedne uže srodničke zajednice da bi kasnije bile žene koje koje u sebi imaju đavolski duh, koje noću izlaze iz groblja pa more decu. Za razliku od vampira koji uglavnom sišu krv, veštica se hrani ljudskim srcima i džigericom.
Ove osobine i funkcije su izvorne i sve se mogu pronaći kod drugih indoevropskih naroda, naročito su srodne sa grčkim i rimskim strigama (koje su se javljale u obliku noćnih ptica dok se veštice inkarniraju u leptire). Reč veštica, sa osobenostima koje predstavlja, isključivo je slovenska i kao takva je zajednička za sve balkanske Slovene.
Prema ruskim shvatanjima, veštice se mogu svrstati u dve grupe, dok se kod verovanja Srba one mogu podeliti na tri grupe. U prvu grupu bi spadale veštice u najprimitivnijem i pravom (izvornom) značenju: to su ženski demoni manističkog porekla koje ustaju iz groblja u kojem žive preko dana, a noću napadaju ljude i decu i vade im srca ili džigericu, kojom se hrane. U drugu grupu dolaze demonske žene, koje su ili sa rođenjem donele sposobnost da budu veštice ili su je stekle kasnije na taj način što ih je u zanat uputila starija veštica. U treću grupu bi dolazile izvesne stare žene koje se nazivaju vešticama, ali koje nisu u pravom smislu veštice, nego su obične vračare.
Za odbranu od veštica najčešće su korišćene basme i utuci. Najjačim utukom se smatraju beli luk i glogov kolac. Često je upotrebljavan rog koji se palio, a u primorju se protiv sumnjivih veštica „bacaju rozi” (upiru ispruženi mali prst i kažiprst, dok su ostali prsti savijeni).

U nekim bosanskim predelima se za zaštitu od ulaska veštice u kuću koristi i nož, odozdo zaboden u okvir vrata ili prozora. Veoma efikasnim su se smatrali so i pokušaj stvaranja saveza sa vešticom upotrebom eufemizama. 
Veštici koja uđe u kuću valja dati parče hleba po kome su posuta tri zrnca soli, pa ne može ništa nauditi.
 Dokaz saveza sa vešticom je što se ponekad apostrofira sa rečju kuma. Osim reči kuma upotrebljavani su mnogi drugi eufemizmi koji su nastali iz osećanja velikog respekta i straha. I samo ime veštica je eufemizam, pravo ime za nju nije poznato, mada bi bilo logično da je to vešta (ako je muški rod veštac).
Po iskazima osoba koje su navodno imale susret sa vešticama, sposobnost govora u tom trenutku je oduzeta, iako je osoba svesna i vizuelno sve doživljava.

### Baba Jaga
Ponekad je u slovenskoj mitologiji veštica nazivana i baba Jaga (рус. Bába-Яgá, srb Babaroga, mak baba Roga, буг. Bába Я́ga, пољ. baba Jaga). Ona je čarobnica koja živi u šumi, u izbi postavljenoj na kokošije noge. Oko ove kuće je ograda od ljudskih kostiju i lobanja, umesto brave su vilice oštrih zuba. Reza je ljudska noga, a ključ - ruka.
Babaroga hvata junake i proždire ljude, a u peći peče ukradenu decu.
Najčešće je zamišljana kao ružna starica ogromnih grudi, slepa ili bolesnih očiju.
U nekim pričama se pominje da se kuća neće okrenuti i prikazati vrata dok se ne izgovore čarobne reči. Prema nekim teorijama koliba na kokošjim nogama zapravo je interpretacija uobičajene konstrukcije nomadskih naroda u Sibiru, Uralu i Tunguziji, namenjene čuvanju zaliha od životinja. Koliba bez vrata ili prozora postavila bi se na visoke stubove od drveća koji su ličili na kokošije noge. Sličnu ali manju konstrukciju koristili su u Sibiru za figure bogova koje su jedva stale u kuću, kao što u bajkama Babaroga ispuni unutrašnjost kolibe.

## Spaljivanje veštica u istoriji
Tokom srednjeg veka u mnogim katoličkim zemljama Evrope postojali su zakoni protiv veštičarenja, koji su bili jedan od načina borbe protiv jeretika. Najčešće su osuđivane žene, a kazna je bila spaljivanje na lomači. Prvo veliko spaljivanje veštica odigralo se 1482. godine u Sevilji.
Ostaci poznatih jeretika, grešnika i „veštica” često bi po sudskom nalogu bili posle spaljivanja usitnjavani i razbacivani po đubrištu. Skelet individue, optužene za veštičarenje, po zakonu zvanom „Akt veštičarenja” (engl. Witchcraft Act) spaljen 1582. godine u engleskom mestu Sveti Osit, otkriven je u relativno dobrom stanju, iako je bio izložen plamenu i velikim temperaturama koje lomača može razviti i bio položen u zemlju pre više od četiri stotine godina. Antropolozi, koji su analizirali pronađene ostatke, pretpostavili su da je telo bilo nepotpuno spaljeno i da su srodnici pri inhumaciji uspostavili anatomski raspored ostataka.
Najpoznatiji lov na veštice odigrao se 1692. godine, kada je devetnaestoro ljudi u američkom gradu Salem, u državi Masačusets, osuđeno na smrt. Salem je tako postao grad koji se kasnije i u filmovima, pozorišnim predstavama i literaturi koristio kao inspiracija za priče o vešticama, a danas se tamo nalazi i muzej.
Artur Miler je 1953. napisao čuveni komad inspirisan vešticama iz Salema.
U Keniji je, iako su rasprostranjene različite afričke religije, islam i hrišćanstvo, i danas veoma izražen strah od magije koji je kulminirao u maju 2008, kada je u oblasti Kisii policija uhapsila 19 ljudi osumnjičenih da su spalili jedanaestoro sunarodnika koje su optužili za veštičarenje.

### Spaljivanje veštica u Srbiji
U Srbiji se progon veštica dešavao pre dva veka. O tome se može suditi na osnovu sačuvanih dokumenata kojih nije mnogo. Ono što se zna jeste da su navodne veštice bile izuzetno ozloglašene u narodu i sa njima se neretko veoma okrutno postupalo. Prema sačuvanim zapisima publiciste Tihomira R. Đorđevića, u selu Žabarima u Pomoravlju su izvesnu Paunu, po Karađorđevoj zapovesti, privezali uz ražanj i pekli je „među dve vatre“. U vreme Karađorđevog ustanka, Antonije Pljakić, rudnički vojvoda, ispekao je nasred Karanovca neku babu za koju je čuo da je veštica. Osim spaljivanja, dešavalo se da veštica bude ubijena iz pištolja ili noževima, kao što je u to vreme bio slučaj sa maćehom nekog Petra Joksića iz Topole. Postoji priča da je u decembru 1846. godine došao turski buljubaša u selo Brdo i da su mu se tamo sujeverni seljaci požalili da im jedna baba „mori“ decu. Buljubaša je batinao babu, ali i njene drugarice koje je ova u očajanju optužila da su takođe veštice. Batinama su bile izlečene od veštičarenja, a za trud buljubaša je dobio novčanu nagradu. Bilo je još primera gonjenja veštica. Knez Sredoje iz Solutuše je obavestio kneza Miloša da je 1824. godine jedan čovek ubio neku babu zato što je veštica. Knez je dobijao izveštaje da su žene zbog optužbi da su veštice prebijane i zabranio je Srbima da tuku žene. Tako je 1822. godine zaštitio izvesnu baba Hristu iz Božurnje, u Kragujevačkoj nahiji, za koju su seljani govorili da je veštica i nameravali da je ubiju. Njegova naredba je bila da niko ne sme da se usudi „da je i najmanje dodirne, a kamoli da je i dalje naziva vešticom, jer ona to nije“. I u Crnoj Gori je bilo „lova na veštice“. U selu Krnjicama u Crnoj Gori su pre 150 godina posumnjali da je jedna žena veštica, pa su je odvezli na jezero i bacili u vodu. Pošto nije potonula, to je bio siguran znak da je veštica.

## Izgled veštice u folkloru
Veštice se u narodnoj tradiciji obično zamišljaju kao stare, neugledne žene. Predanja ih većinom oslikavaju kao usedelice ili udovice. Važan simbol im je metla pomoću koje mogu letjeti te crna mačka ili neka druga divlja ili noćna životinja, poput sove. Donose sušu, nerodicu na poljima, odgovorne su za pomor stoke i za smrt dece i dojenčadi.

## Savremeno veštičarstvo
Krajem prošlog veka nastupa pravi procvat neopaganizma i veštičarstva, u želji da se očuva kontinuitet drevnih tradicija često se koriste mnogi panteoni iz različitih vremena i kultura. Nasuprot raširenoj predstavi veštica koje piju krv, veliki broj savremenih veštica izražavaju privrženost prirodi i životinjama, pa su vegetarijanci.
Veštičarstvo smatra život svakog pojedinca kao sveti dar i naglašava isprepletanost svih stvari, kako vidljivih tako i nevidljivih. Sticanje znanja o magijskoj upotrebi bilja je sastavni deo obuke svake veštice.

### Noć veštica
Noć veštica (енгл. Halloween) je svetkovina koja se u pojedinim zemljama proslavlja 31. oktobra, a skraćenica je od Sveto veče uoči Svih svetih ili engl. All Hallow's Eve ili Hallow Eve. Slavi se najviše u Irskoj, SAD, Kanadi, Australiji i Novom Zelandu.
Ovaj praznik je karakterističan po kostimima koje oblače deca i korinđanje slatkiše od odraslih. Kuće i dvorišta se ukrašavaju izrezbarenim bundevama.

## Literatura
- Alan Macfarlane, Witchcraft in Tudor and Stuart England, Psychology Press, 1999 (orig. 1970)
- University of Kansas Publications in Anthropology, No. 5 = John M Janzen and Wyatt MacGaffey: An Anthology of Kongo Religion: Primary Texts from Lower Zaïre. Lawrence, 1974.
- Studia Instituti Anthropos, Vol. 41 = Anthony J. Gittins: Mende Religion. Steyler Verlag, Nettetal, 1987.
- Ashforth, Adam (2000). Madumo, A Man Bewitched. University of Chicago Press. ISBN 978-0-226-02971-9.
- Thompson, David W. (2017). Sister Witch: The Life of Moll Dyer. Solstice Publishing. ISBN 978-1973105756.
- Boyer, Paul and Stephen Nissenbaum, eds. (1977). The Salem Witchcraft Papers: Verbatim Transcripts of the Legal Documents of the Salem Witchcraft Outbreak of 1692, Volumes I and II. New York: De Capo Press..
- Easley, Patricia Thompson (avgust 2000). A Gobber Tooth, A Hairy Lip, A Squint Eye: Concepts of the Witch and the Body in Early Modern Europe (M.A. Thesis). UNT Digital Library.
- Favret-Saada, Jeanne (decembar 1980). Deadly Words: Witchcraft in the Bocage. Cambridge University Press. ISBN 978-0-521-29787-5.
- Favret-Saada, Jeanne (2009). Désorceler. L'Olivier. ISBN 978-2-87929-639-5.
- Gaskill, Malcolm. "Masculinity and Witchcraft in Seventeenth-century England." In Witchcraft and Masculinities in Early Modern Europe, edited by Alison Rowlands, 171-190. New York: Palgrave-McMillan, 2009.
- Geschiere, Peter (1997) [Translated from French Edition (1995 Karthala)]. The Modernity of Witchcraft: Politics and the Occult in Postcolonial Africa = Sorcellerie Et Politique En Afrique — la viande des autres. University of Virginia Press. ISBN 978-0-8139-1703-0.
- Ginzburg, Carlo; Translated by Raymond Rosenthal (jun 2004) [Originally published in Italy as Storia Notturna (1989 Giulio Einaudi)]. Ecstasies: Deciphering the Witches' Sabbath. University of Chicago Press. ISBN 978-0-226-29693-7.
- Goss, D. K (2008). The Salem witch trials. Westport, CT: Greenwood Press.
- Gouges, Linnea de From Witch Hunts to Scientific Confidence; The Influence of British and Continental Currents on the Consolidation of the Scandinavian States during the 17th Century Nisus Publications, 2014.
- Hall, David, ed. (1991). Witch-hunting in Seventeenth-century New England: A Documentary History, 1638–1692. Boston: Northeastern University Press..
- Henderson, Lizanne, Witch-Hunting and Witch Belief in the Gàidhealtachd, Witchcraft and Belief in Early Modern Scotland Eds. Julian Goodare, Lauren Martin and Joyce Miller. Basingstoke: Palgrave MacMillan, 2007
- Hill, F (2000). The Salem witch trials reader. Cambridge, MA: Da Capo Press..
- Hutton, Ronald (1999). The Triumph of the Moon: A History of Modern Pagan Witchcraft. Oxford University Press., Oxford,.
- Hyatt, Harry Middleton. Hoodoo, conjuration, witchcraft, rootwork: beliefs accepted by many Negroes and white persons, these being orally recorded among Blacks and whites. s.n., 1970.
- Kent, Elizabeth (2005). „Masculinity and Male Witches in Old and New England.”. History Workshop. 60: 69—92..
- Lindquist, Galina (2006). Conjuring Hope: Magic and Healing In Contemporary Russia. Berghahn Books. ISBN 978-1-84545-057-1. Приступљено 20. 5. 2013.
- Levack, Brian P. ed (2013). The Oxford Handbook of Witchcraft in Early Modern Europe and Colonial America.
- Moore, Henrietta L. and Todd Sanders 2001. Magical Interpretations, Material Realities: Modernity, Witchcraft and the Occult in Postcolonial Africa London: Routledge.
- Notestein, Wallace. A istory of witchcraft in England from 1558 to 1718. New York : Crowell, 1968
- Pentikainen, Juha. "Marnina Takalo as an Individual." C. JSTOR. 26 February 2007.
- Pentikainen, Juha. "The Supernatural Experience." F. Jstor. 26 February 2007.
- Pócs, Éva (1999). Between the Living and the Dead: A perspective on Witches and Seers in the Early Modern Age. Budapest: Central European University Press. ISBN 978-963-9116-19-1.
- Ruickbie, Leo (2004). Witchcraft out of the Shadows: A History., London, Robert Hale.
- Stark, Ryan J. (2009). „Demonic Eloquence,”. Rhetoric, Science, and Magic in Seventeenth-Century England. Washington, DC: The Catholic University of America Press. стр. 115—45..
- Williams, Howard (1865). The Superstitions of Witchcraft. Project Gutenberg. London: Longman, Green, Longman, Roberts, & Green.
- Worobec, Caroline. "Witchcraft Beliefs and Practices in Prerevolutionary Russia and Ukrainian Villages." Jstor. 27 February 2007.